# Droit primitif

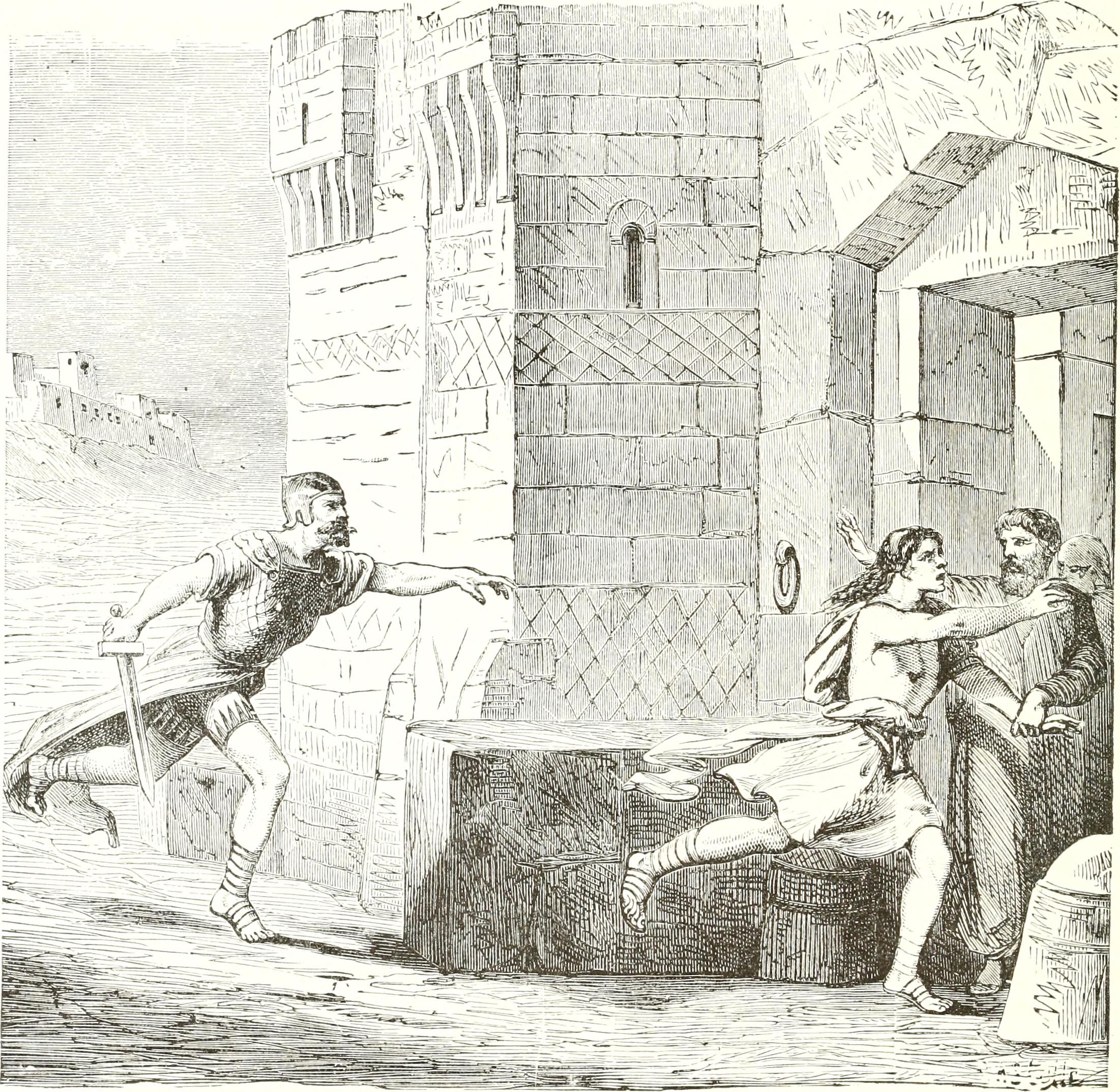
Illustration d'un ouvrage de John Clark Ridpath. La gravure représente un meurtrier trouvant asile dans une cité voisine, échappant ainsi à sa peine: par cette image, l'antisémite Ridpath voulait montrer les lois des Hébreux comme archaïques et imparfaites.

Le primitivisme juridique est un courant de recherche apparu au XIXe siècle mêlant ethnologie juridique, histoire du droit et droit comparé, qui s'appliquait à retrouver les origines des pratiques juridiques occidentales chez les civilisations de l'Antiquité et les peuples colonisés. Ainsi le droit romain pré-classique et le droit cheyenne contemporain, par exemple, étaient tous deux caractérisés comme des formes de droit primitif, c'est-à-dire comme des étapes inférieurs au sein des idéologies du progrès des civilisations courantes dans les sciences eurocentristes de cette époque. Une des théories les plus influentes dans le domaine juridique était celle selon laquelle les trois stades de l'évolution sont la sauvagerie, la barbarie, puis la civilisation. Les pratiques juridiques des peuples classifiés comme sauvages ou barbares étaient alors décrites comme irrationnelles et archaïques. Une des questions les plus brûlantes du primitivisme juridique était le combat entre les partisans de la théorie du communisme primitif et ceux de la théorie de l'individualisme primitif,,. Les travaux primitivistes étaient influencés par ceux de l'école historique du droit, dont les deux branches romaniste et germaniste s'étaient attachées à puiser dans le folklore des éléments susceptibles de servir à l'actualisation du droit allemand, censé s'inspirer des époques présentées comme des « ancêtres » de la modernité pour les dépasser. Le primitivisme juridique a étendu cette logique aux colonies, et de nombreux travaux scientifiques ont dépeint les pratiques autochtones comme des « coutumes » ou comme des formes archaïques de droit, par exemple dans le cas du droit anglo-hindou .